# Demagogus larvatus
Demagogus larvatus är en skalbaggsart som beskrevs av Thomson 1868. Demagogus larvatus ingår i släktet Demagogus och familjen långhorningar.
Artens utbredningsområde är Djibouti. Inga underarter finns listade i Catalogue of Life.